# 卡特琳·瓦格纳-奥古斯丁
卡特琳·瓦格纳-奥古斯丁（德語：Katrin Wagner-Augustin，1977年10月13日—），德国女子皮划艇运动员。她曾代表德国参加2000年、2004年、2008年和2012年夏季奥林匹克运动会皮划艇比赛，获得四枚金牌、一枚银牌和一枚铜牌。